# November Rain
"November Rain" je pjesma sastava Guns N' Roses, koju je napisao pjevač Axl Rose u lipnju 1992. Spot za ovu pjesmu, odmah nakon izdavanja postao je jedan od najtraženijih spotova na MTV-u, i osvojio nagradu MTV-a za najbolju kinematografiju. Originalne članove sastava u pjesmi prati orkestar.

## Pjesma
November Rain se pojavljuje na albumu Use Your Illusion I. Jedna je od najdužih pjesama sastava - traje 8 minuta i 57 sekundi. Pjesma je rock balada slična pjesmi Led Zeppelina Stairway to Heaven ili Queena Bohemian Rhapsody. Druga je najduža pjesma albuma nakon pjesme "Coma" koja traje 11 minuta. Axlova upečatljiva melodija na klaviru daje poseban ton pjesmi. Na koncertima je često falio orkestar koji je upotpunjavao pjesmu kao u spotu. To je najduža pjesma koja je dosegla sam vrh Billboardove ljestvice. Pjesma je šesta i posljednja koja je bila u prvih 10 na top ljestvicama. Na radijima pjesma je često skraćivana na otprilike pet ili šest minuta, ali radiji posvećeni rock glazbi puštali su čitavu verziju pjesme. Slashov gitarski solo u pjesmi zasjeo je na šesto mjesto 100 najboljih gitarskih solaža prema Guitar Worldu.

## Povijest
Prema gitaristu Traciiju Gunsu, bivšem gitaristu sastava i jednim od osnivača sastava, Axl je radio na pjesmi još od 1983. godne. U intervjuu, o pjesmi "November Rain je rekao:
	"Kada smo radili EP za L.A. Guns još 1983. Axl je svirao "November Rain" na klaviru - i pjesma se zvala "November Rain". To je bilo jedino što je tada znao svirati, ali bilo je njegovo. I govorio je: "Jednog dana ova pjesma će bili jako cool." i: "Sada je dobra. Ali nije još gotova." To je često govorio. I kad bi u hotelu ili negdje gdje smo mi bili bio klavir; on bi sjeo za klavir i svirao tu melodiju. A ja bih rekao: "Kada ćeš dovršiti tu pjesmu već jednom?"  A on je govorio: "Ne znam što ću s tom pjesmom."
Slash je izjavio u svojoj autobiografiji da je snimljena verzija pjesme koja je trajala 18 minuta. Snimljena je s gitaristom Mannyom Charltonim (iz rock sastava Nazareth) 1986. prije početka snimanja albuma "Appetite for Destruction".
Prema priči koja je ispričana publici tijekom Chinese Democracy turneje 2006. godine, nitko nije htio sudjelovati u produciranju pjesme (i druge balade "Estranged"). Slash i Duff McKagan su se pogotovo protivili snimanju sinfoničkih balada, i njihovo mišljenje da bi trebalo snimati tipične, direktne rock pjesme Axl nije htio slušati.
Slash je rekao da solo iz pjesme (nije rekao koji solo) isti onakav kakav je odsvirao kada je prvi puta čuo pjesmu.

## Video spot
Video se sadrži od Axlovog vjenčanja sa svojom tadašnjm djevojkom Stephanie Seymour pomiješanim s nastupom u kazalištu. Spot je poznat po tome što je jedan od najskupljih ikad snimljenih i po izvrsnoj kinematografiji. Trenutno je 13. najskuplji spot ikad snimljen. Vodeći gitarist Slash je istaknut u nekim od najnezaboravnijih dijelova spota, uključujući dio gdje svira prvi gitarski solo ispred kapelice u pustinji i scene na kraju u kojoj svira solo dok stoji na Axlovom klaviru. Priča se da Slash nije odobravao scenu u kojoj se Axl i Stephanie vjenčaju nakon čega on izlazi iz crkve da odsvira solo.
Za vanjsko snimanje Slasha dok ovaj svira solo, Axl je zamislio mjesto na nekom "cool polju" ili nešto slično tomu. Međutim, pošto je video sniman u zimu, nigdje nije bilo lijepih polja, crkva je smještena u Novi Meksiko. Slučajno, crkva iz spota je ista crkva iz filma Silverado.
"November Rain", "Don't Cry" i "Estranged" su spotovi iz neslužbene trilogje. Axl Rose i Del James (pisac trilogije) su dali neke izjave koje su išle u korist ovoj pretpostavci, no sam sastav nikad to nije potvrdio. Sličnosti u produkciji također idu u prilog pretpostavci.
Postoje mnoga nagađanja o sceni Axla kako prolazi pored trgovine pištolja. Neki to tumače kao znak da je Axl ubio svoju mladu. Drugi misle da je Stephanie već posjetila dućan, i da je Axl zakasnio da je spriječi pri tome. Postoji još jedna teorija da Axl nije doslovno ubio svoju mladu, nego ju je možda motivirao da se ubije. Postoji zbrka oko toga kako je Stephanie umrla u spotu. Dok mnogi prihvaćaju da je upucana u glavu, neki vjeruju da ju je ubio udar munje na kraju primanja. Međutim, ogledalo preko pola njezinog lica daje razlog više za vjerovati u teoriju s pištoljem jer obitelji od žrtava od rana na licu često stavljaju ogledalo da se dobije izgled cijelog lica. Vjerojatno je moguće da je trgovina pištolja (guns) samo zbog imena sastava.
Kao što je napisano na kraju videa, "November Rain" je bazirana prema priči "Without You" pisca Dela Jamesa iz njegove knjige "The Language of Fear". Ta priča bi bila i obraćanje na Axla Rosea, jer govori o misteriji bivšeg multi-platinastog, blues rock zvijezde, koja se neprestalno prisjeća veze sa ženom koja je završila samoubojstvom žene pištoljem. Također, u priči se ne spominje vjenčanje ili brak para.

## Vanjske poveznice
- Allmusic[neaktivna poveznica] - Recenzija skladbe